# 大山うさぎ
大山 うさぎ（おおやま うさぎ、1940年〈昭和15年〉2月10日 - ）は、宝井プロジェクト所属の日本の女優。兵庫県出身。身長 158 cm。体重 115 kg。靴のサイズは25 cm。血液型はO型。かに座。
芸名の変遷は、デビュー当初から1980年代までは本名と同じ山梨 桂子（やまなし けいこ）だったが、後に山梨 ハナ（やまなし はな）への改名を経て、2011年頃に現在の大山 うさぎに改名した。

## 経歴
靴屋の11人の子供の内の6女。1歳未満の時に東京都の建築技師の養子になる。
堀越高等学校卒業。

## 人物
公式ホームページ内のエッセイ「婆さんの繰り言」で、日常の出来事や撮影現場の様子、「愛と誠」など出演作品のエピソードなどをつぶやいている。2008年8月24日以降更新されていない。
下股障害2級の障害者。日常は松葉杖歩行で、正座不可。ドラマ「愛と誠」にレギュラー出演していた1975年頃、医師に「骨だから直せない。勤労には向かない。適当な運動だけをして大事に使っていれば、まぁ5年位はもつでしょう。」と宣告され当時はとても悔しく、「役者人生終わりだ」と思うほどだったが、「もがいてもどうしようもないし、やりたいことをやってやる」という思いで、劇団に入った。

### 役者を志したきっかけ
3歳の時に義父に映画館に連れて行かれ、感動し、帰るなり義母に見た映画の内容を何度も物真似入りで説明した。その時からすでに将来は役者になろうと決めていたという。

### その他のプロフィール
趣味は編物と手芸、旅行。
特技は声楽とオペラ風歌唱。
長所は他人の面倒を見るところ、短所は誤解されやすいところ。
好きな色はショッキングピンク。
ペットとして猫を多く飼っており、過去にはやや長毛でブルーアイの流音（リュウネ）や、茶トラの雄の幸太朗（コタとも呼ばれている）、犬顔をした雄のモーリなどを飼っていた。

## 出演

### テレビドラマ

#### NHK
- 連続テレビ小説
  - おしん 第192話（1983年11月19日） - 魚屋の客 役[20][21]
  - ロマンス（1984年4月2日 - 9月29日） - 怪物芸者 役[22]
  - ひらり 第64話（1992年12月17日） - 買い物客 役[23]
  - あぐり 第127話（1997年9月1日） - 藪売りの女 役[24]
- 腕におぼえあり 第2シリーズ 第6話（1992年10月9日） - お玉 役[25]
- 大江戸風雲伝（1994年4月8日 - 7月15日） - 女具足人 役
- 十時半睡事件帖（1994年9月16日 - 1995年3月17日） - 長屋の女 役
- 暴力教師〜君に伝えたいこと（1996年8月21日 - 9月25日） - PTA役員 役
- 噂の伝次郎（1997年11月26日 - 12月17日） - 伝次郎を怪しむ女性 役
- 雲の上の青い空〜歌手誕生物語〜（1997年3月31日 - 5月1日） - 客 役
- マッチポイント! 第9話（2000年12月1日） - キャバクラの事務員 役[26]
- まいど238号（2010年3月20日） - 芝浦 役[27][28]
- 俺んちの神様（2010年10月1日） - 貧乏神 役[29][30]
- 4号警備 第5話（2017年5月6日） - 老人ホーム入居者 役[31]

#### 日本テレビ
- 星雲仮面マシンマン 第19話（1984年5月18日）[32]
- 私が死んだ夜（1985年12月10日） - 場末のホステス 役
- 木曜ゴールデンドラマ 蜃気楼を見た女（1986年2月13日） - 煙草屋のおばさん 役
- あぶない刑事 第28話（1987年4月19日） - 掃除婦 役
- 南十字星に賭けた女（1988年9月28日） - 奥様 役
- もっとあぶない刑事 第24話（1989年3月24日）
- 刑事貴族 第3シリーズ 第7話（1992年6月12日、日本テレビ）
- 火曜サスペンス劇場
  - 名無しの探偵
    - 第9作「ガーベラの女」（1993年6月1日）[33]
    - 第10作「少年」（1994年5月17日）[34]
    - 第12作「兄弟」（1996年4月23日） - ホステス 役[35]

  - 刑事・鬼貫八郎 第9作（1999年4月27日） - 照代 役[36]
- せいぎのみかた（1997年4月14日 - 6月23日）[37]
- こたえてちょうだい（2006年10月9日） - 隣人 役
- ザ・クイズショウ 第1シリーズ 第4話（2008年7月26日） - 占い師 役[38]
- 家売るオンナ 最終話（2016年9月14日） - リリコ 役

#### TBS
- 風にむかってマイウェイ（1984年11月12日） - 母親 役[39]
- 月曜ロードショー 霧の山荘（1985年5月27日）[40]
- 水曜ドラマスペシャル 麗子の足（1987年1月7日）[41]
- パパは年中苦労する 第12話（1988年6月24日曜） - オバさん 役
- おむこさん（1990年4月16日 - 6月1日）[42]
- 電光超人グリッドマン（1993年4月3日 - 1994年1月8日） - 主婦 役
- さくらももこランド・谷口六三商店 第4話（1993年5月3日）[43]
- 人生は上々だ 第9話（1995年12月8日）[44]
- ベストパートナー 最終話（1997年12月21日）[45]
- あきまへんで!（1998年10月9日 - 12月18日） - アパートの住人 役
- 月曜ドラマスペシャル パートタイマー刑事 第2作（1999年4月12日）[46]
- 奇跡の大逆転!（2000年4月7日） - 犬の散歩のおばさん 役[47]
- 吾輩は主婦である 第13話（2006年6月7日） - 主婦 役[48]
- 彼岸島 第8話（2013年12月13日、MBS / TBS） - 寝たきり吸血鬼 役[49][50]

#### フジテレビ
- 木曜ドラマストリート あぶない課外授業（1986年6月26日）[51]
- 美少女仮面ポワトリン[52]
  - 第14話「不思議な呼び笛」（1990年4月8日） - 怪盗741号に襲われた猫を抱いた女性 役
  - 第25話「てんぷら屋さんの町おこし」（1990年6月24日） - うなぎ屋の妻 役
- 世にも奇妙な物語
  - 血も涙もない（1992年4月16日）[53]
  - 思い出を売る男（1994年10月10日）[54]
  - ブルギさん（1995年1月4日） - 母親 役[55]
  - 友子の長い朝（1995年4月3日） - 近隣住民の女性 役[56]
  - 23歳の老人（1995年10月4日） - 電車の乗客 役[57]
  - トイレっと（2006年3月28日） - 掃除婦 役[58]
- if もしも 第3話（1993年5月13日）[59]
- ナースのお仕事（1996年7月2日 - 9月24日） - 近藤 役
- みにくいアヒルの子 第3話・第7話（1996年4月30日・5月28日） - 美容院の客 役
- きらきらひかる （1998年1月13日 - 3月17日） - 主婦 役
- 美少女H3 第1話（1998年10月12日） - ヒロインの母親 役[60]
- タブロイド 第7話（1998年11月25日）
- 古畑任三郎 第3シリーズ 第4話（1999年5月4日） - 掃除婦 役[61][62]
- 金曜エンタテイメント 温泉名物女将!湯の町事件簿 第1作（2001年2月9日） - 焼死者の遺族 役
- ウエディングプランナー SWEET デリバリー 第5話（2002年5月8日） - 歯科医 役[63]
- HERO スペシャル（2006年7月3日） - 主婦 役[64]
- 薔薇のない花屋 第4話 - 第6話（2008年2月4日 - 2月18日） - 桂子の友人 役[65][66]
- コード・ブルー -ドクターヘリ緊急救命- the 1st season 第1話（2008年7月3日） - 滝川珠代の友人 役[67][68]

#### テレビ朝日
- 東京湾殺人クルーズ（時期不明） - 仲居 役
- 女捜査官シリーズ
  - 新・女捜査官 第1話（1983年4月15日） - 合気道の達人 役
  - 女ふたり捜査官 第19話（1987年2月6日）
- 時空戦士スピルバン 第17話（1986年8月4日） - 魔女 役[注 5]
- 土曜ワイド劇場
  - 東京原宿ハウスマヌカン連続殺人（1987年6月20日）[70]
  - 市毛良枝の美女探偵シリーズ
    - 伊豆リゾートホテル男女連続殺人（1988年7月23日）[71]
    - ドライバースクール殺人事件（1991年10月19日） - ママ 役[72]

  - 変装捜査官・麻生ゆき 第1作（2004年7月31日） - 中原 役[73][74]
  - さくら署の女たち（2006年9月9日） - 弁当屋のおばさん 役[75]
  - 新・警視庁女性捜査班 第2作（2007年11月3日） - 正田クメ 役[76][77]
  - 西村京太郎トラベルミステリー
    - 第49作「日光鬼怒川殺人ルート」（2008年4月26日） - 小料理屋の女将 役[78]
    - 第51作「上野発13番線ホーム」（2009年1月10日） - 飲み屋の女将 役[79][80][81]

  - 森村誠一の棟居刑事 第8作「棟居刑事の黒い祭」（2015年3月14日） - 八百屋 役[82][83]
- 六本木ダンディーおみやさん 第2話（1987年10月16日） - 掃除婦 役[84]
- 火曜スーパーワイド ナオコ、さんまの結婚式ララバイ（1989年5月23日）[85]
- はぐれ刑事純情派
  - 第4シリーズ
    - 第1話「帰ってきた娘の婚約者 安浦刑事の旧友が殺人!?」（1991年3月27日） - ホストクラブの客 役[86]
    - 第3話「豆腐を万引きした男!?」（1991年4月17日）[87]

  - 第6シリーズ 第16話「クレジット詐欺の女・父と娘」（1993年7月21日） - 食料品店の奥さん 役[88]
  - 第7シリーズ 第3話「お時間ありますか? 駅に立つ女」（1994年4月20日） - 小料理屋女将 役[89]
  - 第9シリーズ 第4話「死の不倫旅行!? 家庭回帰の男」（1996年5月1日）[90]
- お父さんは心配症（1994年4月12日 - 5月17日） - 西村亜紀 役[91]
- 外科医柊又三郎（1995年7月6日 - 9月28日） - 患者 役
- 暴れん坊将軍VII 第4話（1996年8月10日） - 天の川 役[92][93][注 6]
- ビーロボカブタック 第26話（1997年8月17日） - スイカ好きの女幽霊をバカにした女幽霊 役
- 研修医なな子（1997年10月13日 - 12月8日） - 付き添いの女性 役[94]
- テツワン探偵ロボタック 第13話（1998年5月31日） - 食堂の店員 役
- アンナさんのおまめ 第1話（2006年10月13日） - 管理人 役[95]
- 帰ってきた時効警察 第1話（2007年4月13日） - 競馬場の窓口のおばさん 役[96]
- 越境捜査（2011年12月22日） - 中華料理店主 役[97]

#### テレビ東京
- 愛と誠（1974年10月4日 - 1975年3月28日） - スケバン・タンク 役[98] ※テレビドラマ初のレギュラー出演[16] [99]
- ドラマ・女の四季 お姑さん大募集!（1988年2月8日）[100]
- クリスマスキス〜イブに逢いましょう（1995年10月14日 - 12月23日） - 大家 役
- GO!GO!HEAVEN! 第6話（2005年2月13日） - 飲み屋の女将 役[101]
- リバースエッジ 第2話（2014年4月25日） - 老舗ラブホテル受付 役[102][103][104][105]

#### その他
- SEEL（時期不明、MMJ） - ラブホテルの掃除婦 役
- でんきくんスペシャル（時期不明、新潟テレビ） - 怪しい視察団のボス 役
- いしいひさいちの なんなんだ?（1990年9月10日 - 9月14日、関西テレビ）[106]
- 照柿（1995年11月12日 - 12月17日、NHKBS2）[107]
- 薔薇の殺意〜虚無への供物（1997年1月26日 - 3月2日、NHKBS2） - おばさん 役 ※ノンクレジット[69]
- 水の中の八月（1998年3月27日、NHKBS2） - 焼肉屋の女将 役[108]
- 櫂 第1話（1999年5月6日、NHK-BS2）[109]
- ヒトリシズカ 第1話（2012年10月21日、WOWOW） - 農家の老婆 役[110][111]

### 配信ドラマ
- AKBホラーナイト アドレナリンの夜 第24話（2015年12月23日、ビデオパス）[112]
- DISH//の恋するドラマディッシュ（2018年7月14日、AbemaTV）[113]

### 映画
- すっぱいマン（時期不明） - マユミ 役
- OH!タカラヅカ（1982年12月24日） - 色情狂の女 役
- 便利屋K子（1984年4月6日） - 玉脇 役
- みんなあげちゃう（1985年4月20日） - 覗き見のおばさん 役
- 光る女（1987年10月24日） - 貴婦人 役
- あぶない刑事（1987年12月12日） - 刑事を殴る女 役
- マルサの女2（1988年1月15日） - 信者 役
- 行き止まりの挽歌 ブレイクアウト（1988年7月30日） - バーのママ 役
- 悪徳の栄え（1988年8月27日） - 娼館の女将 役[99]
- もっともあぶない刑事（1989年4月22日） - あばれる劇団員 役
- パンツの穴 ムケそでムケないイチゴたち（1990年3月24日） - ドブス 役
- われに撃つ用意あり（1990年11月17日）
- 遊びの時間は終らない（1991年10月5日） - 犬を抱いた野次馬 役
- よるべなき男の仕事・殺し（1991年11月16日） - 掃除婦 役
- C・ジャック（1992年1月18日） - 洗濯物を抱えた女 役
- 夜逃げ屋本舗（1992年1月18日） - ちくり屋な主婦 役[114][115]
- 裸足のピクニック（1993年10月30日） - 葬式会場のおばさん 役
- YOUNG&FINE（1995年） - 灰野タマエ 役
- 静かな生活（1995年9月29日） - スイミングスクールの女 役
- ひみつの花園（1997年2月15日） - 底が抜けるアパートの大家 役
- ご存知!ふんどし頭巾（1997年10月10日） - 近所の意地悪なおばさん 役
- 愛を乞うひと（1998年9月26日） - 隣家の主婦 役
- 洗濯機は俺にまかせろ（1999年4月24日） - パン屋のおばさん 役
- 無問題（1999年11月27日） - 川口大二郎の母 役
- ホームシック（2000年4月1日） - 静子 役[99]
- とても優しい隣人たち（2000年） - 三枝清子 役[99]
- 暴走商売シリーズ（2001年 - 2002年） - ホームレスの女性 役
- 不思議めがね（2002年） - 深井しづと 役
- 食い逃げカップル 地獄の逃走5万キロ（2004年11月25日） - 車上荒らし 役[99]
- 真夜中の少女たち（2006年8月12日）[99]
- 夏のゴンドラ（2006年） - 観覧車のもぎりのオバサン 役
- 日が暮れても彼女と歩いてた（2007年5月26日）[99]
- ありふれた帰省（2008年） - 田丸の母親 役
- 大阪ハムレット（2009年1月17日） - 老人の妻 役
- 感染列島（2009年1月17日） - おばあさん 役[116][117]
- 20世紀少年 第二章（2009年1月31日） - 山倉のおばちゃん 役[118]
- 憑依（2009年5月16日） - 隣家の悪い主婦 役[99]
- なくもんか（2009年11月14日） - 酒屋 役[119]
- 時をかける少女（2010年3月13日） - 銭湯の番台のおばさん 役[120]
- 無知との遭遇（2010年8月1日）[121]
- 石の降る丘（2011年1月8日） - 小山シメ子 役[122][123]
- A Day of One Hero（英語版）（2011年11月21日） - 銭湯の経営者 役[124]
- 旅の贈りもの 明日へ（2012年10月27日） - 散髪店の奥さん 役[110][125]
- 葬儀人〜アンダーテイカー〜（2012年） - うね 役[126][127][128]
- 脳男（2013年2月9日） - 鷲谷真梨子の母親 役[129][130][131][132]
- 探検隊の栄光（2015年10月16日） - バゼルバ 役
- さらば あぶない刑事（2016年1月30日） - バーのママ 役
- ねこあつめの家（2017年4月8日） - 老婆 役

### CM
- 中越通運（時期不明）
- スリムアップシュガー（時期不明）
- 快眠美人（時期不明）
- ファンタ（2005年） - 怖いお母さん 役[133]
- フロムA（2005年） - ハイキングのオバサン 役

### 再現
- 行列のできる法律相談所（時期不明、日本テレビ）
- こたえてちょーだい!（時期不明、フジテレビ）
- 中居正広の金曜日のスマイルたちへ（2005年6月2日、TBS） - 農家の姑 役
- 総合診療医ドクターG（2012年5月24日、NHK-BS）[134][135]

## 方言指導
- 月曜ドラマスペシャル「パートタイマー刑事 月形兄妹の事件簿」第2作（1999年4月12日、TBS）